# Teoria dos contratos
Na economia, a teoria do contrato estuda como os atores econômicos constroem arranjos contratuais, geralmente na presença de informação assimétrica. Devido a suas conexões com representação e incentivos, a teoria do contrato é muitas vezes categorizado dentro de um campo conhecido como análise econômica do direito. Uma aplicação importante disso é a concepção de esquemas ótimos de compensação gerencial. No campo da economia, o primeiro tratamento formal deste tópico foi dado por Kenneth Arrow na década de 1960.
Uma prática padrão na microeconomia da teoria do contrato é para representar o comportamento de um tomador de decisão sob certas estruturas numéricas de utilidade, e então aplicar um algoritmo de otimização para identificar decisões ótimas. Tal procedimento tem sido usado na estrutura da teoria do contrato em algumas situações típicas,  chamada de risco moral, seleção adversa e sinalização. O espírito desses modelos está em encontrar modos teóricos para motivar os agentes a tomarem as ações apropriadas, mesmo sob um contrato de seguro. Os principais resultados alcançados através dessa família de modelos podem envolver: propriedades matemáticas da estrutura de utilidade do principal e do agente, relaxamento das suposições, e variações da estrutura de tempo da relação do contrato, entre outros. É comum modelar as pessoas como maximizadores de alguma das funções de utilidade de von Neumann-Morgenstern, como estabelecido pela teoria da utilidade esperada.

## Principais modelos de problemas de agência

### Risco moral
Em modelos de risco moral, a informação assimétrica é a inabilidade do principal de observar e/ou verificar as ações do agente. Os contratos baseados na performance que dependem de um resultado observável e verificável podem muitas vezes ser empregados para criar incentivos para o agente agir de acordo com os interesses do principal. Quando os agentes são avessos ao risco, no entanto, tais contratos são geralmente apenas segundos melhores (second best) porque os incentivos impedem o seguro total.
O modelo típico de perigo moral é formulado como se segue. O principal resolve:
{\displaystyle \max _{w(\cdot )}E\left[y({\hat {e}})-w(y({\hat {e}}))\right]}
sujeito à restrição da "racionalidade individual" do agente,
{\displaystyle E\left[u(w(y(e)))-c(e)\right]\geq {\bar {u}}}
e a restrição de "compatibilidade de incentivo" do agente,
{\displaystyle {\hat {e}}=\arg \max _{e}E\left[u(w(y(e)))-c(e)\right]\geq {\bar {u}}},
onde {\displaystyle w(\cdot )} é o salário como uma função do produto {\displaystyle y}, que por sua vez é uma função do esforço
{\displaystyle e}. {\displaystyle c(e)} representa o custo do esforço, e a utilidade de reserva é dada por {\displaystyle {\bar {u}}}.
{\displaystyle u(\cdot )} é a "função utilidade", que é côncava para o agente avesso ao risco, é convexa para o agente propenso ao risco, e é linear para o agente neutro ao risco.

### Seleção adversa
Nos modelos de seleção adversa, o principal não é informado sobre uma certa característica do agente. Por exemplo, o plano de saúde é mais provável de ser adquirido pelas pessoas  que são mais prováveis de ficarem doentes.

## Contratos incompletos
A teoria do contrato também utiliza a noção de um contrato completo, que é pensado como um contrato que especifica as consequências legais de qualquer estado possível no mundo. Desenvolvimentos mais recentes conhecidos como a teoria dos contratos incompletos, iniciada por Oliver Hart e seus coautores, estuda os efeitos de incentivo da inabilidade das partes para escrever contratos completamente contingentes, por exemplo, que tratam de investimentos específicos a relacionamentos.
Como seria extremamente complexo e custoso para as partes celebrar um acordo para tornar seu contrato completo, a lei fornece regras padrão que preenchem as lacunas no acordo real das partes.
Durante os últimos 20 anos, muito esforço foi direcionado na análise de contratos dinâmicos. Contribuidores iniciais importantes a esta literatura incluem, entre outros, Edward J. Green, Stephen Spear, and Sanjay Srivastava.

## Exemplos
- George Akerlof descreveu a seleção adversa no mercado de carros usados.[4]
- Em certos modelos, tais como o modelo de mercado de trabalho de Michael Spence, o agente pode sinalizar seu tipo para o principal, o que pode ajudar a resolver o problema.[5]